# Ole Ejnar Bonding
Ole Ejnar Bonding (15. januar 1910 i Hammerum, Gjellerup Sogn – 20. marts 1989 i Gentofte) var en dansk arkitekt, der var overarkitekt for DSB i tidsrummet 1958-1979.
Han var søn af murer Harald Olsen og Inger Marie Jensen og tog navneskift fra Ejnar Olesen den 26. oktober 1937, hvorved han samtidig antog fornavnet Ole. Bonding tog bygningskonstruktøreksamen fra Odense Tekniske Skole 1929 og fik afgang fra Kunstakademiets Arkitektskole i 1937. Samme år blev han ansat ved Statsbanerne, hvor han avancerede til banearkitekt 1948, afdelingsarkitekt 1949 og overarkitekt 1958.
Bonding har ikke haft så mange selvstændige opgaver som arkitekt, men det faldt i hans lod at stå for mange istandsættelser og ombygninger af stations- og driftsbygninger. Blandt hans egne værker kan bl.a. nævnes det lille ottekantede vandtårn i mønstermuring fra 1952 ved Esbjerg Station, hvor han ti år senere også opførte en opholdsbygning for togpersonalet i et enkelt formsprog. Hans væsentligste værker blev Holbæk (1972) og Herning Station (1979), begge opført i en kompromisløs modernisme.
Inden sin fratræden 1979 indledte Bonding endvidere betydelige restaureringsprojekter på Københavns Hovedbanegård (ved Dissing+Weitling) og Østerport Station samt en registrering af bevaringsværdier i DSBs bygningsmasse, der blev gennemført i 1980'erne. Han var Ridder af Dannebrog.

## Udvalgte værker
- Vandtårn ved Esbjerg Station (1952) og opholdsbygning sammesteds (1962)

- Kalundborg Station (1960)
- Skive Station (1962)
- Nykøbing Falster Station (1963)
- Vojens Station (1965)
- Brønderslev Station (1966)
- Rødekro Station (1969)
- Holbæk Station (1972)
- Svanemøllen Station, Østerbrogade 246 (1976)
- Herning Station og posthus, Banegårdspladsen 6A-D, Herning (1978-79, sammen med Jens Nielsen)